# Sárisáp
Sárisáp je vas na Madžarskem, ki upravno spada pod podregijo Dorogi Županije Komárom-Esztergom.